# Bitte schön!
Bitte schön! (Per favore) op. 372, è una polka francese di Johann Strauss II.
Nell'atto I dell'operetta di Johann Strauss, Cagliostro in Wien (Cagliostro a Vienna), l'imbroglione del XVIII secolo Alessandro Cagliostro, stupisce una folla di viennesi avendo ridato (apparentemente) la vita ad un cadavere.
All'inizio del secondo atto, sei donne brutte e vecchie pregano Cagliostro di farle tornare giovani e belle con l'elisir di giovinezza di sua invenzione: Bitte schon, bitte schon, o mach 'uns Jung, mach' schon uns, bitten wir schon! (Se per favore, se per favore, ci farà tornare giovani, ci faccia belle, la preghiamo!).
È questo sestetto che fornisce il titolo per la polka di Strauss Bitte schon!.
Finora non è stato possibile stabilire la data esatta della prima esecuzione della polka Bitte schon!. Dopo la prima di Cagliostro in Wien al Theater an der Wien il 27 febbraio 1875, Johann partì per Parigi per controllare le prove di La Reine Indigo (adattamento francese della sua operetta Indigo und die vierzig Rauber) ed è probabile che non abbia trovato il tempo di eseguire la nuova polka se non al suo ritorno a Vienna nel mese di maggio.
È sicuro che l'orchestra Strauss incluse la nuova polka francese nei programmi dei suoi concerti estivi diretti da Eduard Strauss.
Le bande militari, come sempre, furono rapide a inserire l'ultima polka di Johann nel loro repertorio, e Bitte schon! non fece eccezione. Di sicuro l'8 settembre 1875 Josef Hellmesberger junior (1855-1907) condusse Bitte schon! con la Tonknstlerkapelle, formata da musicisti di teatro, all'Elterlein Casinò (precedentemente noto come Unger Casinò).